# WTA Tour Championships 2008 - Singolare
Justine Henin era la detentrice del titolo, ma si era ritirata il 14 maggio 2008, per poi rientrare successivamente nel cirtuito.
Venus Williams ha battuto in finale 6(5)–7, 6–0, 6–2,  Vera Zvonarëva.

## Teste di serie
1. Jelena Janković (semifinali)
2. Dinara Safina (round robin)
3. Serena Williams (round robin, ritiro)
4. Ana Ivanović (round robin, ritiro)

1. Elena Dement'eva (semifinali)
2. Svetlana Kuznecova (round robin)
3. Venus Williams (campionessa)
4. Vera Zvonarëva (finale)

## Alternates
1. Agnieszka Radwańska (round robin)

1. Nadia Petrova (round robin)

## Tabellone

### Legenda
| - Q = Qualificato - WC = Wild card - LL = Lucky loser | - ALT = Alternate - SE = Special Exempt - PR = Protected Ranking | - w/o = Walkover - r = Ritirato - d = Squalificato |

### Finali
|  | Semifinali | Semifinali       | Semifinali | Semifinali | Semifinali |  |  | Finale | Finale         | Finale | Finale | Finale |  |
|  |            |                  |            |            |            |  |  |        |                |        |        |        |  |
|  | 8          | Vera Zvonarëva   | 7          | 3          | 6          |  |  |        |                |        |        |        |  |
|  | 5          | Elena Dement'eva | 67         | 6          | 3          |  |  | 8      | Vera Zvonarëva | 7      | 0      | 2      |  |
|  | 1          | Jelena Janković  | 2          | 6          | 3          |  |  | 7      | Venus Williams | 65     | 6      | 6      |  |
|  | 7          | Venus Williams   | 6          | 2          | 6          |  |  |        |                |        |        |        |  |

### Gruppo Bianco
|       |                                  | Janković               | Ivanović Radwańska             | Kuznecova               | Zvonarëva                      | RR W–L  | Set W–L | Game W–L   | Standings |
| 1     | Jelena Janković                  |                        | 6–3, 6–4 (w/ Ivanović)         | 7–6(6), 6–4             | 6–2, 3–6, 4–6                  | 2–1     | 5–2     | 38–31      | 2         |
| 4 ALT | Ana Ivanović Agnieszka Radwańska | 3–6, 4–6 (w/ Ivanović) |                                | 6–2, 7–5 (w/ Radwańska) | 3–6, 7–6(5), 4–6 (w/ Ivanović) | 0–2 1–0 | 1–4 2–0 | 21–30 13–7 | X 3       |
| 6     | Svetlana Kuznecova               | 6(6)–7, 4–6            | 2–6, 5–7 (w/ Radwańska)        |                         | 2–6, 3–6                       | 0–3     | 0–6     | 22–38      | 4         |
| 8     | Vera Zvonarëva                   | 2–6, 6–3, 6–4          | 6–3, 6(5)–7, 6–4 (w/ Ivanović) | 6–2, 6–3                |                                | 3–0     | 6–2     | 44–32      | 1         |

La classifica viene stilata in base ai seguenti criteri: 1) Numero di vittorie; 2) Numero di partite giocate; 3) Scontri diretti (in caso di due giocatori pari merito ); 4) Percentuale di set vinti o di games vinti (in caso di tre giocatori pari merito ); 5) Decisione della commissione.

### Gruppo Marrone
|       |                               | Safina                 | S Williams Petrova          | Dement'eva                 | V Williams                  | RR W–L  | Set W–L | Game W–L    | Standings |
| 2     | Dinara Safina                 |                        | 4–6, 1–6 (w/ Williams)      | 2–6, 4–6                   | 5–7, 3–6                    | 0–3     | 0–6     | 19–37       | 3         |
| 3 ALT | Serena Williams Nadia Petrova | 6–4, 6–1 (w/ Williams) |                             | 4–6, 6–4, 4–6 (w/ Petrova) | 7–5, 1–6, 0–6 (w/ Williams) | 1–1 0–1 | 3–2 1–2 | 20–22 14–16 | X 4       |
| 5     | Elena Dement'eva              | 6–2, 6–4               | 6–4, 4–6, 6–4 (w/ Petrova)  |                            | 4–6, 6–4, 3–6               | 2–1     | 5–3     | 41–36       | 2         |
| 7     | Venus Williams                | 7–5, 6–3               | 5–7, 6–1, 6–0 (w/ Williams) | 6–4, 4–6, 6–3              |                             | 3–0     | 6–2     | 46–29       | 1         |

La classifica viene stilata in base ai seguenti criteri: 1) Numero di vittorie; 2) Numero di partite giocate; 3) Scontri diretti (in caso di due giocatori pari merito ); 4) Percentuale di set vinti o di games vinti (in caso di tre giocatori pari merito ); 5) Decisione della commissione.